# White Dog

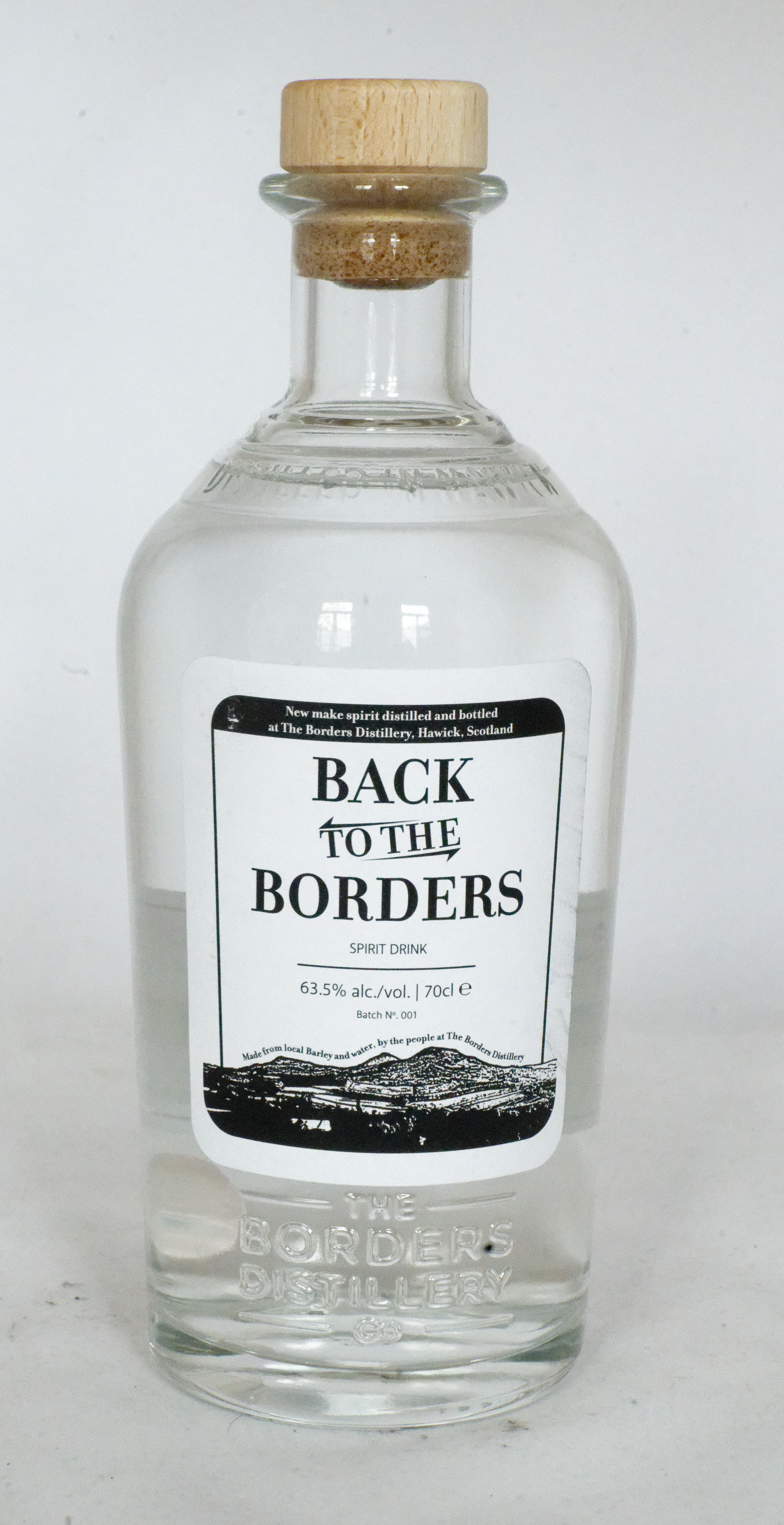
New Make der The Borders Distillery, Harwick

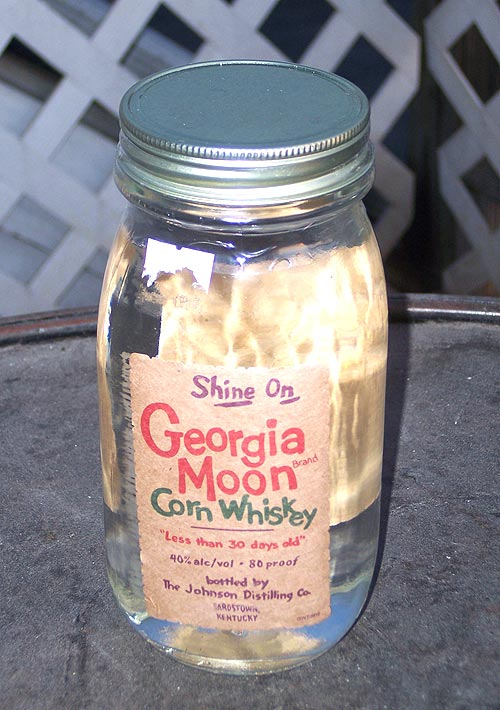
Klarer White Corn Whiskey aus Georgia

White Dog oder White Whiskey oder Legal Moonshine oder White Lightning kennzeichnet Whiskey, der nach dem Brand nur wenige Minuten, Tage oder Wochen gereift ist. Die Spirituose ist klar. In Europa darf sie nicht als Whisky verkauft werden, da hier eine Mindestlagerzeit für Whiskey von drei Jahren vorgeschrieben ist. 
White Dog ist seit 2005 in den USA populär geworden. Hier sind vor allem Mikrodestillerien aktiv, die mit dem Verkauf von „frischem“ Whiskey die Einnahmelücke ausgleichen können, bis sie den ersten über Jahre gelagerten Whiskey verkaufen können. Beworben wird White Dog oft damit, nach authentischen Moonshine-Rezepten aus der Zeit der Prohibition gefertigt zu sein. Allerdings wurde der meiste Prohibitions-Moonshine aus Haushaltszucker mit leichten Getreidezusätzen gefertigt und war damit wesentlich näher an Rum als an Whiskey.

## Herstellung
White Whiskey ist ein notwendiger Zwischenschritt in der Herstellung jeden Whiskeys. Er entsteht durch den Brand der Maische. Erst durch die Lagerung in Eichenfässern färbt sich der Whiskey braun und nimmt seinen typischen Geschmack an. Während Whisky nach den Vorschriften in Europa mindestens drei Jahre lang gelagert sein muss und es deshalb in Europa keinen „White Whiskey“ unter diesem Namen gibt, reicht in den Vereinigten Staaten die Lagerung in einem Eichenfass ohne Zeitvorgabe. White Whiskey lagert deshalb oft nicht länger als eine halbe Stunde im Eichenfass, die Lagerzeit kann aber bis zu mehreren Monaten betragen.
Von Wodka, der aus ähnlichen Zutaten hergestellt und nicht gelagert wird, unterscheidet sich der White Whiskey durch die Art der Herstellung. White Whiskey wird bei anderen Temperaturen auf einen geringeren Alkoholgehalt destilliert. Auch gibt es weniger Destillationsvorgänge, so dass der White Whiskey deutlich mehr vom Getreidegeschmack behält als der gezielt neutral schmeckende Wodka. White Whiskey wird zudem oft zumindest einige Wochen oder Monate gelagert und nimmt somit etwas Fass-Aroma an.
In den Vereinigten Staaten ist White Whiskey meistens – aber nicht zwangsläufig – ein Corn Whiskey, das heißt, der Maisanteil in der dem Brennen zugrunde liegenden Maische liegt bei über 80 %. Verkauft wird er oft in Mason Jars, Glasbehälter, die in den USA zum Einlagern zum Lebensmitteln genutzt werden und dadurch in jedem ländlichen Haushalt oft in großen Mengen zu finden sind.

## Geschmack
Der Geschmack von White Dog wird als scharf und süß beschrieben. Es wird als Zutat für Cocktails genutzt, da es mehr Eigengeschmack hat als Wodka, aber leichter ist als Whiskey, oder zu Beginn von Whiskey-Tastings, um einen Vergleichsgeschmack ohne Effekte der Lagerung zu haben. Während die Zahl der Wiederholungstrinker von purem White Dog vergleichsweise gering ist, hält er sich vor allem als Cocktailzutat in klassischen Cocktails – etliche dieser Cocktails wurden erfunden, um zu Zeiten der Prohibition den schlechten Geschmack von illegalem Moonshine zu überdecken.

## Geschichte
In den Vereinigten Staaten war ein Großteil des Whiskeys im 18. und frühen 19. Jahrhundert White Whiskey, der direkt nach dem Brand abgefüllt und verkauft wurde. Dies sparte den brennenden Bauern Arbeit und Lagerplatz. Der Whiskey selbst wurde dann oft mit Wasser oder anderen Zusätzen trinkbar gemacht. Erst im 19. Jahrhundert begann sich die Technik durchzusetzen, Whiskey länger in gebrannten Eichenfässern zu lagern, um seinen Geschmack zu verbessern. Auch wenn alle Brenner White Whiskey als Zwischenschritt in der Produktion herstellten, brachten sie diesen nicht mehr in den Handel.
Eine kleine Renaissance erlebte White Whiskey zur Zeit der Prohibition in den USA. Obwohl die meisten Schwarzbrenner Spirituosen auf Basis von Haushaltszucker oder verrotteten Früchten und nicht von Getreide herstellten, gab es auch illegale Whiskeyproduktion. Um das Produkt möglichst schnell aus dem Haus zu bekommen und keine verräterischen Lager zu schaffen, wurde dieser weiß und ungelagert ausgeliefert, die Trinker verschnitten ihn dann wieder mit Wasser und anderen Zusatzstoffen. In ländlichen Gegenden der USA gibt es weiterhin zahlreiche Schwarzbrenner, die noch immer illegal klaren Alkohol herstellen – meist aber weiterhin auf Zuckerbasis.
Eine erneute Renaissance erlebte White Whiskey durch die zahlreichen neuen Mikrodistillerien seit der Jahrtausendwende. Zum einen versuchen diese, sich mit neuen ungewohnten Whiskeys von den Großkonzernen abzusetzen, zum anderen ist White Whiskey ein Produkt, das direkt nach dem Brand verkäuflich ist und nicht eine Investition über mehrere Jahre hinweg verlangt, bevor er Einnahmen bringt. Erster erfolgreicher White Whiskey am Markt war Georgia Moon. Durch den Erfolg der Kategorie verkaufen seit 2013 aber auch die meisten der Großdestillerien eigenen White Whiskey unter verschiedenen Labels: Jim Beam verkauft Jacob’s Ghost (der ein Jahr gereift ist), bei Maker’s Mark ist es der Maker’s White, Jack Daniels bietet einen Unaged Tennessee Rye an und Buffalo Trace verkauft White Dog Whiskey. Populärster White Whiskey im Jahr 2012 war Junior Johnson’s Midnight Moon mit 120.000 verkauften Kästen hergestellt von den Piedmont Destillers aus North Carolina.